# Elleanthus hookerianus
Elleanthus hookerianus är en orkidéart som först beskrevs av João Barbosa Rodrigues, och fick sitt nu gällande namn av Leslie Andrew Garay. Elleanthus hookerianus ingår i släktet Elleanthus och familjen orkidéer. Inga underarter finns listade i Catalogue of Life.